# Alivio de luto (novela)
Alivio de luto (1998) es una novela del escritor uruguayo Mario Delgado Aparaín, finalista del Premio Rómulo Gallegos en 1999, traducida al inglés, portugués, alemán, francés e italiano.

## Argumento
En la ficticia ciudad de Mosquitos, al interior de Uruguay, el aficionado profesor de historia Gregorio Esnal idea una estratagema para limpiar el nombre de su amigo Milo Striga, preso por el régimen militar que en la ciudad encabeza el coronel Werner Valerio. A través del dictado de un curso de historia antigua en el Centro Comunal, Esnal removerá las bases del régimen autoritario y encabezará una silenciosa cruzada por la liberación de Striga.

## Adaptaciones
En 2017 se estrenó la adaptación cinematográfica de la novela, Otra historia del mundo, dirigida por el uruguayo Guillermo Casanova.